# General (România)

Epolet de general în forțele terestre.

Epolet de general în forțele aeriene.

General este cel mai înalt grad militar din Armata Română, fiind inferior gradului de mareșal care se acordă doar în timp de război. Acest grad există numai în forțele terestre și aeriene, în cadrul forțelor navale el poartă denumirea de amiral. El se individualizează prin aplicarea a patru stele pe epoleții uniformei militare.
În România, prin Legea nr.14 din 28 decembrie 1972 privind organizarea apărării naționale a Republicii Socialiste România (art. 34), publicată în Buletinul Oficial nr. 160/29 decembrie 1972, al patrulea grad din clasa generali și amirali a primit numele de general de armată . În articolul 62, s-a stabilit că pentru acest grad nu există o limită de vârstă în grad până la care cadrele permanente ale forțelor armate pot fi menținute în activitate.
Prin Legea nr. 80 din 11 iulie 1995 privind statutul cadrelor militare, în Forțele armate ale României, gradul de general de armată a fost înlocuit cu gradele de:
- general de armată în Trupele de uscat,
- general inspector în Aviația militară,
- amiral, în Marina militară

Limita maximă de vârstă până la care militarii cu acest grad pot fi menținuți în activitate, starea lor de sănătate permițându-le rezolvarea în foarte bune condiții a atribuțiilor ce le revin, a fost stabilită la 64 ani.
Prin OUG nr. 4/26 februarie 2004 pentru modificarea Legii nr. 80/1995 privind Statutul cadrelor militare, în scopul realizării compatibilității cu structurile militare similare aparținând statelor membre NATO , aceste grade au fost denumite general - cu patru stele în forțele terestre și cele aeriene, respectiv amiral - cu patru stele în marină.

## Lista generalilor de armată români

### Regatul României
- Constantin Ilasievici - 6 iunie 1940[6]
- Ion Antonescu - 5 februarie 1941
- Petre Dumitrescu - 18 iulie 1942
- Constantin Constantinescu-Claps - 9 septembrie 1944[7]
- Gheorghe Mihail - 11 noiembrie 1944
- Grigore Cornicioiu - 4 decembrie 1944[8]
- Gheorghe Avramescu - 9 februarie 1945[9]
- Vasile Atanasiu - 11 aprilie 1945
- Mihail Lascăr - 30 noiembrie 1946

### România comunistă
- Emil Bodnăraș
- Iacob Teclu - 1958
- Leontin Sălăjan - august 1959
- Ion Tutoveanu
- Ioan Ioniță - mai 1971

### România postrevoluționară

#### Forțele Terestre
- Vasile Milea - 28 decembrie 1989 (post-mortem)
- Nicolae Militaru - 28 decembrie 1989
- Victor Atanasie Stănculescu - 13 mai 1991
- Vasilescu Mircea - Adrian -24 septembrie 1994
- Paul Romano Cheler - 21 octombrie 1994
- Vasile Ionel - 21 octombrie 1994
- Titus Gârbea - 22 septembrie 1998
- Constantin Degeratu - 25 octombrie 2000
- Dumitru Cioflină - 25 octombrie 2000
- Mircea Teodor Mureșan - 25 octombrie 2000
- Mihail Eugen Popescu - 31 octombrie 2000
- Marin Dragnea - 30 noiembrie 2000
- Gheorghe Ion - 30 noiembrie 2000
- Niculae Spiroiu - 30 noiembrie 2000
- Decebal Ilina - 1 decembrie 2000
- Nicolae Șchiopu - 23 septembrie 2002 (post-mortem)
- Alexandru Boarna - 1 august 2002[necesită citare]
- Nicolae Păștinică - 1 octombrie 2003
- Tiberiu Costache - 31 iulie 2004
- Eugen Bădălan - 25 octombrie 2004
- Ioan-Gavril Ghițaș - 1 noiembrie 2004
- Viorel Bârloiu - 1 decembrie 2004
- Valentin Arsenie - 1 decembrie 2004
- Vasile Cândea - 1 decembrie 2004
- Gheorghe Rotaru - 2 octombrie 2005
- Sergiu Medar - 28 decembrie 2005
- Vasile Apostol - 28 decembrie 2005
- Mircea Chelaru - 29 octombrie 2008
- Gheorghe Grigoraș - 29 octombrie 2008
- Mihai Iliescu - 29 octombrie 2008
- Constantin Gheorghe - 1 decembrie 2008
- Gabriel Oprea - 25 octombrie 2009
- Teodor Frunzetti -28 noiembrie 2013
- Dan Ghica- Radu - 28 noiembrie 2013
- Valeriu Nicut - 28 noiembrie 2013
- Marian Hapau -1 decembrie 2014
- Ilie Botos - 1 decembrie 2014

#### Aviația Militară
- Gheorghe Bucșe - 30 noiembrie 2001
- Iosif Rus - 1 decembrie 2004
- Gheorghe Catrina - 12 martie 2007
- Mihail Orzeață - 18 noiembrie 2008
- Ion-Aurel Stanciu - 7 ianuarie 2011
- Stefan Danila - 1 decembrie 2014

#### Marina Militară - amirali (cu 4 stele)
- Corneliu Rudencu - 31 martie 2004
- Gheorghe Marin - 3 noiembrie 2006
- Gheorghe Anghelescu - 19 decembrie 2006
- Traian Atanasiu - 29 octombrie 2008
- Aurel Popa - 28 noiembrie 2013

#### Ministerul de Interne
- George Ioan Dănescu - 16 mai 2002
- Dumitru Penciuc - 9 mai 2003
- Negoita Ion - 2 ianuarie 2000
- Neagu Aurel - 1 decembrie 2014
- Ioan Hurdubaie - 1 decembrie 2014
- Chesnoiu Niculae - 1 decembrie 2014
- Alexandru Corneliu - Alexandru - 1 decembrie 2014

#### Jandarmeria Română
- Costică Silion - 1 decembrie 2008

#### Serviciul Român de Informații
- Ion Theodor Popescu - 26 martie 2004
- Dumitru Zamfir - 27 iunie 2008

#### Serviciul de Informații Externe
- Constantin Rotaru - 18 noiembrie 2005
- Dan Chiriac - 18 noiembrie 2005
- Niculaie Goia - 18 noiembrie 2005
- Silviu Predoiu - 21 februarie 2011

#### Serviciul de Protecție și Pază
- Dumitru Venicius Iliescu - 21 octombrie 2004
- Pahontu Lucian Silvan - 30 noiembrie 2011

#### Serviciul de Telecomunicații Speciale
- Tudor Tănase - 7 decembrie 2005
- Marcel Opriș - 30 noiembrie 2011